# Brouwerij Van Haver - Van Emelen
Brouwerij Van Haver of  Van Haver - Van Eemelen is een voormalige brouwerij te Hamme en was actief tot 1935.
Louis Van Haver zou er gebrouwen hebben van 1911 tot 1935. Reeds in 1830 was er al sprake van een Van Haver die brouwde in Hamme.

## Bieren[1]
- Bock